# 韓國消防廳
消防廳（韩语：／ Sobang-cheong */?），是韓國最高的消防機構，於2017年6月27日成立。它負責管轄韓國全國的消防系統。該部門總部位於世宗特別自治市。其歷史可以追溯到1948年7月17日成立的韓國內政部下轄的消防機構。